# Bomberman 64 (videojuego de 2001)
Bomberman 64 (ボンバーマン64, Bonbāman Rokujūyon) es un videojuego japonés de Nintendo 64 de la serie Bomberman.

## Jugabilidad
Está principalmente basado en los títulos de Bomberman de SNES, y es un juego completamente 2D sin ningún tipo de gráficos 3D. Incluye el modo «Panic Bomber» de los juegos de Bomberman de SNES. También incluye un minijuego llamado «Same Game» que es un juego de puzle 2D que consiste en coincidir baldosas para eliminar bloques.
El «Modo Bomberman» cuenta con jugabilidad estándar de Bomberman, pero también cuenta con múltiples salidas en cada sala, por lo que ofrece caminos ramificados. El multijugador también ofrece el «Modo Tandem», en el que dos jugadores trabajan juntos. Hasta cuatro jugadores pueden jugar el modo multijugador.

## Lanzamiento
El juego fue lanzado el 20 de diciembre de 2001. Fue el último juego lanzado para la Nintendo 64 en Japón.
A menudo es confundido con el juego de Bomberman 64 de 1997, que fue lanzado en Japón como Baku Bomberman.